# 埃尔德什·尚多尔
埃尔德什·尚多尔（匈牙利語：Erdős Sándor，1947年8月21日—），匈牙利男子击剑运动员。他曾获得1972年夏季奥运会击剑比赛男子重剑团体金牌。他也参加了1976年夏季奥运会，但未获得奖牌。